# Zethesides propinquus
Zethesides propinquus är en fjärilsart som beskrevs av Hugo Theodor Christoph 1883. Zethesides propinquus ingår i släktet Zethesides och familjen nattflyn. Inga underarter finns listade i Catalogue of Life.